# Palais des Sports Jean-Michel Geoffroy
Il Palais des Sports Jean-Michel Geoffroy è un impianto sportivo di 5000 posti situato a Digione.
Inaugurato il 21 gennaio 1977, è la sede principale degli incontri delle squadre locali di basket, il Jeanne d'Arc Dijon Bourgogne, e di pallamano, il Dijon Métropole Handball. È intitolato all'ex giocatore di pallamano internazionale francese Jean-Michel Geoffroy e oltre agli eventi sportivi ospitava fino all'apertura del centro polifunzionale Zenith anche spettacoli ed eventi culturali.